# Strade Bianche Donne
Strade Bianche Donne – kobiecy kolarski wyścig jednodniowy (tzw. "klasyk") rozgrywany od 2015 w Toskanii we Włoszech. Od 2016 roku jest częścią cyklu najważniejszych zawodów kolarskich dla kobiet – UCI Women’s World Tour. Jest on kobiecym odpowiednikiem słynnego wyścigu mężczyzn Strade Bianche.

## Lista zwyciężczyń
Opracowano na podstawie:
| Rok  | Pierwsze                    | Drugie                    | Trzecie                |
| ---- | --------------------------- | ------------------------- | ---------------------- |
| 2015 | Megan Guarnier              | Lizzie Armitstead         | Elisa Longo Borghini   |
| 2016 | Lizzie Armitstead           | Katarzyna Niewiadoma      | Emma Johansson         |
| 2017 | Elisa Longo Borghini        | Katarzyna Niewiadoma      | Lizzie Deignan         |
| 2018 | Anna van der Breggen        | Katarzyna Niewiadoma      | Elisa Longo Borghini   |
| 2019 | Annemiek van Vleuten        | Annika Langvad            | Katarzyna Niewiadoma   |
| 2020 | Annemiek van Vleuten        | Margarita Victoria García | Leah Thomas            |
| 2021 | Chantal van den Broek-Blaak | Elisa Longo Borghini      | Anna van der Breggen   |
| 2022 | Lotte Kopecky               | Annemiek van Vleuten      | Ashleigh Moolman-Pasio |
| 2023 | Demi Vollering              | Lotte Kopecky             | Cecilie Uttrup Ludwig  |
| 2024 | Lotte Kopecky               | Elisa Longo Borghini      | Demi Vollering         |
| 2025 | Demi Vollering              | Anna van der Breggen      | Pauline Ferrand-Prévot |